# 맛의 달인
《맛의 달인》(美味しんぼ)은 가리야 데쓰 원작, 하나사키 아키라 그림의 만화이다. 일본 쇼가쿠칸 산하 주간 만화 잡지인 '빅코믹스프리트'에서 1983년부터 2012년까지 연재되고 있다.
단행본은 2012년 12월 기준으로 일본에서는 108권까지, 한국에서 107권까지 번역 발매되었다. 일본에서는 2003년에 누계 판매량 1억권을 달성하는 대기록을 세웠다. (현재 1억 권을 달성한 만화는 《드래곤볼》, 《슬램덩크》, 《터치》, 《도라에몽》, 《여기는 잘나가는 파출소》, 《고르고13》, 《명탐정 코난》, 《원피스》뿐이다.)
8,90년대 일본의 거품경제 시기에 국민소득이 증대됨에 따라 삶의 질도 급속하게 향상되었는데 이런 경제적 풍요라는 사회적 배경에 힘입어 일종의 미식붐이 형성되었다. TV에서는 각종 요리 관련 프로그램이 범람하고 요리나 음식으로 소재로 한 만화들도 속속 등장하기 시작했으며 이 만화도 대표적이자 가장 장기간 연재하고 있는 인기 음식 만화이다.

## 사회상 반영
1983년부터 2012년 이후로도 연재되어가고 있음에 30년에 달하는 기간동안의 일본 사회상을 반영하고 있다. 거품경제 시기에 유행했던 프랑스 요리의 유행과 같이, 맛을 따지지 않고 가격이 비싼 외국 요리를 쫓는 졸렬한 미식붐을 비판하고 있으며 90년대 들어와 미국과의 통상마찰을 배경으로 한 소재들이 속속 등장하기도 한다. 이 만화에서 비중있게 등장하는 쌀 수입문제나 대미무역마찰로 인한 쇠고기 수입문제, 환경운동가들과 마찰을 벌이는 고래고기 문제, 채소에서 검출되는 농약, 산업화로 인한 수질의 오염 등 한국의 경우도 유사하거나 똑같은 난항을 겪고 있는 음식과 관련한 사회문제를 깊이있게 다루고 있다.
서울 올림픽 이후 일본에서 생긴 한국음식붐과 관련해서도 여러차례에 거쳐 다루었으며 오사카 음식문화와 한국 음식문화의 연관성에 대해서도 다루고 있다. 뿐만 아니라 조선시대로부터 전래된 도자기 문화에 대해서도 임진왜란이후에 강제로 끌려간 조선도공들에 대한 언급을 기재하는 등 일본 음식문화에 있어서 한국과의 관련성을 객관성 있게 소화하고 있다.

## 개요
동서신문사 소속의 지로와 유우코는 창사100주년 기념사업의 일환인‘완벽한 메뉴(원제:〈究極のメニュー〉)’를 담당하게 된다. 이에 맞서서 라이벌 신문사인 제도신문사는 미식클럽의 주인인 우미하라의 도움을 얻어‘최고의 메뉴(원제:〈至高のメニュー〉)’를 내놓게 되고 양 신문사는 중립적인 잡지의 지면을 통해 정기적은 대결을 벌인다.
계속되는 동서신문사와 제도신문사의 대결 이외에도 지로-유우코 콤비와 주변인물들의 에피소드가 주제격인 대결이야기의 중간중간에 등장하고 우미하라와 지로의 부자 간 화해라는 테마가 이야기에서 숨은 서까래처럼 큰 축을 이룬다.

## 등장인물
한국 정식판의 경우 잘못 번역된 이름들이 많았고 이를 수정하지 않고 97권까지 발행함에 따라 한국판 특유의 이름으로 남은 경향이 있다

### 야마오카 가족
- 야마오카 지로(山岡士郎, 원래 일본판은 야마오카 시로)

주인공, 83년 1권에서 27세로 등장했지만 2007년 현재의 나이는 30대 중반 정도로 추정된다. 동서신문사 문화부 평기자이다. 기자로서 무능력하고 천성이 게으르지만 부친인 우미하라 유우잔으로부터 천부적인 미각과 미의식을 물려받았다. 아버지가 운영하는 미식클럽의 요리사들과 고용인들에게는 여전히 '도련님'으로 불리는 관계를 유지하고 있으나 어머니의 죽음이 가혹한 가사노동과 아버지의 인정머리 없는 태도 때문이라고 믿고 있기 때문에 법적으로 의절했으며 만화 전반을 통틀어 부친과 대립하고 있다. 지로의 이름은 어머니의 결혼 전 성인 야마오카를 쓰고 있다.
미식과 심미안 외에도 불의를 참지 못하는 성격과 깊은 마음씀씀이로 부탁을 거절하지 못하고 계산없이 남을 돕는 성격으로 묘사되고 있다. 이런 성격으로 말미암아 만화에 등장하는 많은 주변 인물들과 친분을 맺고 인간관계를 넓혀나간다. 결혼 전에는 타인이 접근하기 힘든 반항적이고 독불장군같은 인물로 묘사되었으나 결혼을 계기로 점점 부드러워지며 부친과의 화해의 실마리를 모색한다.
- 쿠리타 유우코(栗田 ゆう子, 결혼후 야마오카 유우코)

여주인공, 타고난 미각을 인정받아 동서신문사 '완벽한 메뉴'의 담당자로 뽑혀 지로와 콤비로 일하게 된다. 1권에서 신입사원으로 등장하여 완벽한 메뉴의 담당자로 일하면서 지로의 진면목을 점차 알아가게 되고 그의 정의감과 타산없이 사람들을 돕는 면에 반해 47권에서 지로와 결혼하게 된다. 단정한 용모와 온화하고 착한 심성을 가진 여성이지만 권위적이거나 부자인 사회 저명인사들 앞에서도 옳지못한 면을 지적하거나 불의에 맞서는 당당함을 보인다.
완벽한 메뉴를 진행하는 과정에서도 지로의 실수를 커버하는 파트너로서의 역할도 충실하게 수행하고 있으며 우미하라와 지로의 첨예한 부자 대립과정에서 지로를 구슬리거나 우미하라의 분노를 풀려고 노력하는 윤활유같은 존재. 긴 연애기간 동안 지로가 가진 부친혐오를 누그러뜨리고자 노력하고 부자 간 화해를 이끌어내기 위해 애쓰며 결혼 후에는 남편을 능숙하게 다루는 현모양처. 회사에서는 부부별성을 쓴다.
- 야마오카 요우지(山岡陽士)

지로와 유우코의 아들, 유우코가 우미하라의 작명책을 참고해 이름을 지었다.
- 야마오카 유미(山岡遊美)

지로와 유우코의 딸, 지로가 홈리스 진씨의 유유자적함에서 연상하여 놀 유(遊)자를 써서 이름 지었다.
- 야마오카 유리(山岡遊璃)

야마오카 부부의 2녀. 99권 완벽한 요리사 '가을'편 '겨울'편에 등장 (일본 제목《病院食にも喜びを》). 이름의 유래는 작가의 차녀.

### 쿠리타 가족
- 쿠리타 신이치(栗田信一)

유우코와 마코토의 아버지. 1권 두부와 물(원제 : 舌の記憶)에 첫 등장. 온후한 성격이다.
- 쿠리타 후미에(栗田文枝)

유우코와 마코토의 어머니. 1권에 첫 등장. 취미는 요리로 유우코를 가장 이해해 주며 항상 신경쓰고있다.
- 쿠리타 타마에(栗田たま代)

유우코와 마코토의 할머니로 신이치의 어머니. 1권에 첫 등장. 치매가 시작되었으나, 지로가 마치 할머니가 기른 자연양계를 대접하자 증상이 치료되었다.
- 쿠리타 마코토(栗田誠)

유우코의 오빠로서, 지로와 나이가 같다. 1권에 첫 등장한다. 전기업체 대일전기에 근무하고 있다. 오페라, 미시마 유키오, 유럽산 자동차를 좋아한다.
- 타키모토 다카코(滝本たか子)

쿠리타 마코토의 3살 연상 부인. 56권 사랑의 키리탄포 (원제 :恋のキリタンポ)에 처음 등장. 전 남편은 아키다 현 출신으로 덤프트럭 운전수였으나 교통사고로 사망하여, 그 유지를 이어 자신이 덤프트럭 운전수가 되었다. 처음에는 죽은 전남편을 잊지 못하여 마코토와의 결혼을 거절하였으나, 야마오카 부부의 노력으로 마코토의 열의에 감동받아 결혼을 승낙, 현재 마코토와 딸 시즈카 3명이 생활하고 있다.
- 타키모토 시즈카(滝本しずか)

타키모토 다카코의 장녀, 56권에 첫등장. 초등학교 6학년으로 영리하다.

### 동서신문사
- 오오하라 사장

동서신문사의 사주이자 사장, 연재 초기엔 상투적인 사장의 이미지를 갖고 있었으나 다혈질에 경박한 이미지가 첨가되면서 코믹한 캐릭터로 자리잡았다. 라이벌 제도신문사와의 경쟁을 중요하게 생각하며 체면을 중시한다. 해고 선언과 업무 명령 빙자한 협박을 입버릇처럼 달고다니지만 사원들을 아끼는 근본적으로 선한 고용주.
- 코이즈미 국장

동서신문사 편집국장, 오랜 프랑스 지국에서의 근무로 서구적인 사고방식이 몸에 배어있다. 허영심이 많고 다혈질에 속물적인 면모를 두루 갖춘, 오오하라 사장과 유사한 코믹 캐릭터이다.
- 타니무라 부장

문화부의 부장, 온화하고 빈틈없는 성격으로 위아래 모두의 신뢰를 받고 있다.
- 후쿠이 차장(富井富雄)

문화부 차장, 가난했던 유년시절과 고학의 경험이 있는 서민적인 중간관리자. 술버릇이 나쁘며 공처가이며 아첨이 몸에 밴 억척스러운 샐러리맨. 익살스런 캐릭터이다.
- 화미 선배(花村典子 하나무라 노리코)

자칭 문화부 미녀 3인방. 화타, 유우코와 함께 문화부내 여성파워를 부르짖으며 지로의 게으름이나 미적지근함을 다그치는 누나같은 존재. 센베 장인인 삼곡을 만나서 결혼한다.
- 화타 선배(타바타 키누에)

자칭 문화부 미녀 3인방의 한 명, 여고시절 폭력서클의 초대회장을 맡았을 정도의 여장부. 성급함과 오해를 잘한다. 사진가 아리카와를 만나서 노처녀 생활을 끝내고 결혼한다.
- 니키 마리코

은행 재벌인 니키가문의 외동딸, 재색을 겸비한 동서그래프 기자로 등장하여 지로의 진면목을 단숨에 간파하여 결혼하기 위해 적극적인 구애를 펼친다. 지로를 유우코로부터 빼앗기 위해 사진가 이사무와 협력하다가 정이 들어 이사무와 결혼한다.

### 지로의 친구들
- 나카마츠 반장

긴자 중앙파출소의 경부, 지로의 친구들 중 하나이며 전국대회 성인부문 우승 경력의 검도의 달인이다. 경찰신분의 폭넓은 발로 지로나 주변 지인들의 일에 빌려주는 인정많은 도우미. 50인분은 거뜬히 먹을 정도의 메밀국수 매니아. 아이스크림 가게를 하던 미즈모리를 만나서 결혼한다.
- 오오이시 경부

신주쿠 남부경찰서의 경부, 나카마츠 반장의 친구이자 검도에서의 라이벌. 오랜 독신생활에 비해 요리는 전혀 못하며 형편없는 미각의 소유자. 미즈모리의 아이스크림 가게에서 일하던 미사코에 반해서 결혼한다.
- 킨죠 이사무

프리랜서 사진가, 동서그래프의 기획에 참여하면서 지로-유우코와 친분을 맺게 된다. 유우코에게 반해 적극적인 구애를 하지만 번번이 실패하고 그 과정에서 지로에게 협력을 구하는 등 지로와 친분을 꾸준하게 쌓으면서도 유우코에게 계속 구애하지만 결국 실패하고 이 과정에서 친해진 마리코와 결혼한다.
- 단 이치로

자수성가한 컴퓨터산업 재벌, 대학시절 개발한 소프트로 재벌이 된 남자. 출판사인 대연사를 인수하여‘주간타임’에서 ‘완벽한 메뉴’와 ‘최고의 메뉴’가 대결할 수 있는 장을 만든다. 자신도 지로나 유우코에 필적할만한 미각의 소유자이다. 완벽과 최고의 대결을 주최하면서 알게 된 유우쿠에게 첫눈에 반해 적극적인 구애를 하지만 결국 지로를 향한 유우코의 마음에 스스로 물러난다. 나중에 호주를 배경으로 한 대결에서 알게 된 호주여성 쥬디와 결혼한다.
- 쾌락정 블랙

미국인 만담가, 만담가답게 쾌활하고 구김이 없는 성격을 가지고 있으며 두부요리에 취미를 가지고 있는 미국인으로 등장하여 지로들과 인연을 맺게 된다. 두부 연구가로 활동할 만큼 섬세한 미각을 지니고 있다.
- 강성(岡星精一 오카보시 세이이치)

긴자의 일식집 ‘강성’을 운영하는 요리사, 지로들과 나이차가 크게 나지 않지만 젊은 요리사 중에 손꼽히는 솜씨를 자랑하는 천재요리사. ‘강성’은 지로와 그 동료들의 단골집이기도 하고 지로들 외에도 오오로우나 우미하라, 오오하라 사장등 저명한 인사들도 자주 방문하는 도쿄의 유명한 일식요리집으로 등장한다. 그리고 완벽vs최고 대결에서 지로가 풀어나가는 숙제를 해결하기 위한 실마리를 잡는 장소이기도 하다. 지로가 제시한 아이디어를 강성의 요리솜씨로 실현하는 것이 곧잘 등장하기도 한다.

### 미식 클럽
- 우미하라 유우잔(海原雄山, 원래 일본판은 카이바라 유우잔)

지로의 부친, 도예가, 서예가, 화가이며 회원제로 운영되는 고급요정인‘미식클럽’을 운영하는 당대 최고의 미식가이다. 100년에 한 명 나올까 말까하는 천재예술가로 묘사되고 있다.
1권에서 등장할 당시만 해도 지독하게 냉혹한 성격의 악역으로 묘사되었으나 뒤로 갈수록 이 캐릭터는 점점 사라지고 어떠한 권위나 돈, 권력에도 굴하지 않고 자신만의 예술의 세계, 맛의 진수를 추구하며 예술, 예의범절, 음식문화 등에서 일본사회의 절대적인 기준점이 되는 올곧은 성인과 같은 캐릭터로 자리잡혔다.
최고의 메뉴의 고문역할을 하고 있으며 완벽vs최고 대결에서 대부분 승리한다. 우미하라가 패배하는 경우는 거의 등장하지 않는데, 그 패배하는 경우도 지로의 성장을 이끌어내기 위한 아버지 역할의 발현이며 결과적으로 우미하라의 숨은 배려인 경우가 대부분이다.
- 나카가와 토쿠오(中川得夫)

미식클럽의 조리장, 우미하라의 오른팔이며 비서나 집사와도 같은 역할을 하는 일종의 가신이다. 50세로 4권에 처음으로 등장한다. 지로가 태어났을 때 이전부터 함께했기 때문에 부친과 의절한 지로에게 있어서 대안적인 아버지 역할을 하는 캐릭터이기도 하다. 부부가 검소한 목조주택에서 살고 있으며 동서신문사의 토비사와 슈이치를 친자식처럼 아끼고 있다.
- 치요(中川チヨ)

나카가와의 아내, 21권에 처음으로 등장하며 우미하라의 아내가 죽은 이후로 미식클럽의 안주인 역할을 하고 있다. 나카가와 사이에 자녀가 없기 때문에 지로를 아들처럼 여기고 있다. 우미하라의 권위에 유연하게 굴 수 있는 유일한 인물.
- 료지(원래 일본판에서는 료조)

미식클럽의 요리사, 강성의 동생이기도 하다. 우미하라의 신뢰를 받는 미식클럽 내 젊은 요리사 중에 최고로라 한다. 우미하라로부터 받은 과제를 해결하는 과정에서 지로의 도움을 받곤 했기 때문에 지로를 존경한다. 도예에도 재능이 있어서 우미하라의 인정을 받아 도예가의 꿈도 가지고 있다.